# Bay of Whales
De Bay of Whales is een baai in de Rosszee bij Antarctica. Ze ligt aan de rand van het Ross-ijsplateau, ten noorden van het eiland Roosevelt.

## Beschrijving
De Bay of Whales kreeg haar naam op 24 januari 1908 van Ernest Shackleton, vanwege de grote aantallen walvissen (Engels: whales) die er werden gezien. Het is een natuurlijke haven, die als uitvalsbasis diende voor verschillende Zuidpoolexpedities, waaronder die van Roald Amundsen (1911) en Richard E. Byrd (1928-1930 en 1933-1935).

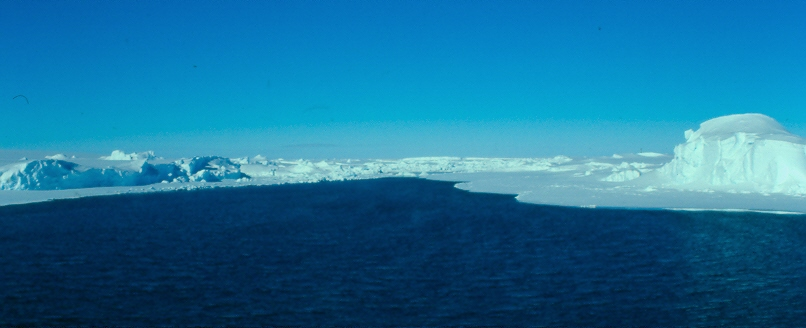
De Bay of Whales

Doordat de randen van de Bay of Whales geheel uit ijs bestaan verandert de baai voortdurend van vorm en grootte. In 1934 werd door de tweede expeditie van Byrd vastgesteld dat de baai op een plaats ligt waar twee verschillende ijssystemen bij elkaar komen, waarvan de bewegingen worden beïnvloed door het nabijgelegen eiland Roosevelt. In 1955 werd door een Amerikaanse expeditie gerapporteerd dat de Bay of Whales als haven onbruikbaar was, doordat de ijswanden ervan voortdurend afkalfden, zodat slechts steile ijsmuren overbleven. Op een Nieuw-Zeelandse zeekaart uit 1997 wordt de baai echter nog altijd vermeld.